# Прапор Києво-Святошинського району
Пра́пор Ки́єво-Свято́шинського райо́ну — офіційний символ Києво-Святошинського району Київської області, затверджений 25 вересня 2003 року рішенням № 91-VIII сесії Києво-Святошинської районної ради.

## Опис
Прапор являє собою прямокутне полотнище зі співвідношенням сторін 2:3, яке поділене на три рівновеликі горизонтальні смуги — синю, білу і жовту.

## Символіка
Кольори, синій і жовтий, перегукуються з кольорами Державного прапора України. Це знаки води та світла, що провіщають щедрість, велич, шану, добробут, кличуть до слави, честі, вірності, миру та злагоди. А жовтий — це ще колір стиглого пшеничного поля, що відображає факт, що здавна землі району були хліборобським краєм.
Символ води доповнює на прапорі білий колір, який присутній і в гербі району. В народному світогляді вода очищує не лише тіло, а й людські думки та наміри.